# سام بل (بازیکن فوتبال، زاده ۲۰۰۲)
سام بل (انگلیسی: Sam Bell؛ زادهٔ ۲۳ مهٔ ۲۰۰۲) بازیکن فوتبال است.